# Ekaterina Fëdorovna Barjatinskaja-Dolgorukova
Ekaterina Fëdorovna Barjatinskaja-Dolgorukova (29 ottobre 1769 – 30 ottobre 1849) è stata una nobildonna russa.

## Biografia
Figlia unica del Maresciallo Capo Fëdor Barjatinskij (1742-1814), e di sua moglie, la principessa Marija Vasil'evna Chovanskaja (?-1813).
Nel 1785, all'età di sedici anni, durante un soggiorno a Palazzo Aničkov, ospiti di Grigorij Aleksandrovič Potëmkin, Ekaterina attirò l'attenzione di tutti i presenti per la sua bellezza venendo nominata damigella d'onore dall'imperatrice.

## Matrimonio
Sposò, nel gennaio 1786, il principe Vasilij Dolgorukov (1752 - 1812). Ebbero cinque figli:
- Vasilij (27 marzo 1786-12 dicembre 1858), sposò Varvara Sergeevna Gagarin, tre figli;
- Nikolaj Vasil'evič  (8 ottobre 1789-2 giugno 1872), sposò Ekaterina Galicyn;
- Ekaterina (21 aprile 1791-18 gennaio 1863), sposò il conte Sergej Nikolaevič Saltykov, nessun figlio;
- Aleksandr Vasil'evič  (1794-1795);
- Sof'ja (nata e morta nel 1798).

Dopo le nozze, la giovane coppia si stabilì a San Pietroburgo. Suo marito organizzava feste in suo onore, esaudiva tutti i suoi desideri e capricci, inviava, persino, corrieri a Parigi per comprarle le scarpe da ballo che lei desiderava.
Vissero per due anni a Dresda, poi a Vienna e Parigi. A causa dello scoppio della guerra con la Russia, un ritorno in Francia non era possibile, per cui la principessa e i suoi figli, trascorsero l'inverno 1804 - 1805 a Napoli. Nell'agosto 1806 si trasferirono a Vienna e nel luglio 1807 tornarono in Russia.
Nel 1812 suo marito morì per un colpo apoplettico, lasciandole debiti per mezzo milione di rubli. Nel 1841 ricevette la gran croce dell'Ordine di Santa Caterina.

## Morte
Morì all'età di ottant'anni e venne sepolta accanto a suo marito nel villaggio di Poluektova, nel distretto di Ruza, nella provincia di Mosca.